# 2000 GE71
2000 GE71 är en asteroid i huvudbältet som upptäcktes den 5 april 2000 av LINEAR i Socorro County, New Mexico.
Asteroiden har en diameter på ungefär 11 kilometer.